# Thamnochortus karooica
Thamnochortus karooica là một loài thực vật có hoa trong họ Restionaceae. Loài này được H.P.Linder miêu tả khoa học đầu tiên năm 1990.